# فرودگاه بین‌المللی بلکپول
فرودگاه بین‌المللی بلکپول (به انگلیسی: Blackpool International Airport) (به زبان بومی: Squires Gate Airport) یک فرودگاه همگانی مسافربری با کد یاتا BLK است که یک باند فرود آسفالت دارد و طول باند آن ۱۸۶۹ متر است. این فرودگاه در شهر بلک‌پول کشور انگلستان قرار دارد و در ارتفاع ۱۰ متری از سطح دریا واقع شده‌است.

## شرکت‌های هواپیمایی و مقصدهای پروازی
The airport had previously seen service to 12 destinations across Europe which were اجرا توسط ایر لینگاس and جت۲.کام but these flights have since been cancelled when the airport initially closed in October 2014. Citywing recommenced service to Blackpool in April 2015 with flights to بلفاست via the جزیره من. However, on ۱۰ مارس ۲۰۱۷ Citywing airlines ceased operations following a series of financial setbacks and as a result Blackpool now has no commercial air service.